# Manihot quinquepartita
Manihot quinquepartita là một loài thực vật có hoa trong họ Đại kích. Loài này được Huber ex D.J.Rogers & Appan mô tả khoa học đầu tiên năm 1973.